# Cygany (województwo łódzkie)
Cygany – wieś w Polsce położona w województwie łódzkim, w powiecie kutnowskim, w gminie Krośniewice. Miejscowość wchodzi w skład sołectwa Szubsk-Towarzystwo.
W latach 1954–1961 wieś należała i była siedzibą władz gromady Cygany, po jej zniesieniu w gromadzie Nowe. W latach 1975–1998 miejscowość administracyjnie należała do województwa płockiego.